# Seukendorf
Seukendorf – miejscowość i gmina w Niemczech, w kraju związkowym Bawaria, w rejencji Środkowa Frankonia, w regionie Industrieregion Mittelfranken, w powiecie Fürth, wchodzi w skład wspólnoty administracyjnej Veitsbronn. Leży w Okręgu Metropolitarnym Norymbergi, około 15 km na północny zachód od Norymbergi i ok. 8 km od Zirndorfu, przy drodze B8.

## Dzielnice
W skład gminy wchodzą następujące dzielnice: 
- Seukendorf
- Hiltmannsdorf
- Taubenhof
- Kohlersmühle
- Erzleitmühle

## Polityka
Rada gminy składa się z 17 członków:
|      | CSU | SPD | Wolni Wyborc | Razem     |
| 2002 | 7   | 5   | 5            | 17 miejsc |